# Pedro Novais

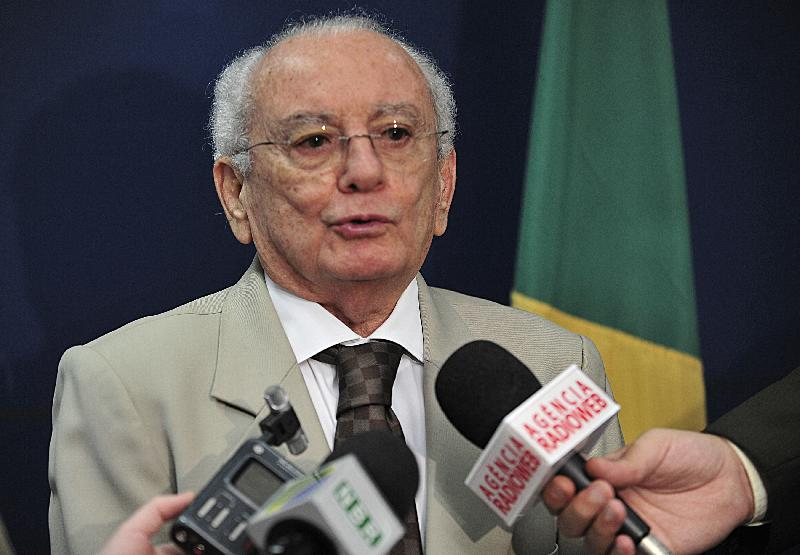
Pedro Novais (2011)

Pedro Novais (* 7. Juli 1930 in Coelho Neto, Maranhão) ist ein brasilianischer Politiker. Er war Tourismusminister im Kabinett von Dilma Rousseff und gehört der Partido do Movimento Democrático Brasileiro an.

## Leben und Werden
Novais studierte Rechtswissenschaft an der Universität von Espirito Santo und absolvierte Praktika in den Bereichen Steuerrecht in London und Planungs- und Steuerverwaltung in Washington. 1978 wurde er für die Aliança Renovadora Nacional (ARENA) zum Abgeordneten der Legislative des Bundesstaates  Maranhão gewählt. 1982 war er als Mitglied der Partido do Movimento Democrático Brasileiro (PMDB) Kongressabgeordneter für seinen Heimatstaat in der Abgeordnetenkammer in Brasília und wurde für fünf weitere Legislaturperioden wiedergewählt. Im Dezember 2010 designiert, trat er unter der Regierung von Dilma Rousseff das Amt als Tourismusminister an, konnte dieses jedoch nur ein Dreivierteljahr halten. 
Am 14. September 2011 gab er seinen Rücktritt als Tourismusminister bekannt. Es war bereits der fünfte Rücktritt seit dem Amtsantritt von Dilma Rousseff am 1. Januar 2011. Die Zeitung Folha de S. Paulo hatte berichtet, er habe einen privaten Mitarbeiter sieben Jahre lang mit Staatsgeldern bezahlt. Außerdem sei ein Angestellter des Parlaments als Chauffeur für seine Frau abgestellt worden.